# Scuola alpina della Guardia di Finanza
La Scuola alpina della Guardia di Finanza è una scuola di formazione militare della Guardia di Finanza per l'addestramento alpino, che si trova a Predazzo, nella Val di Fiemme. Fondata nel 1921, è la scuola militare alpina più antica del mondo. Dipende dall'Ispettorato per gli istituti di istruzione.

## Storia

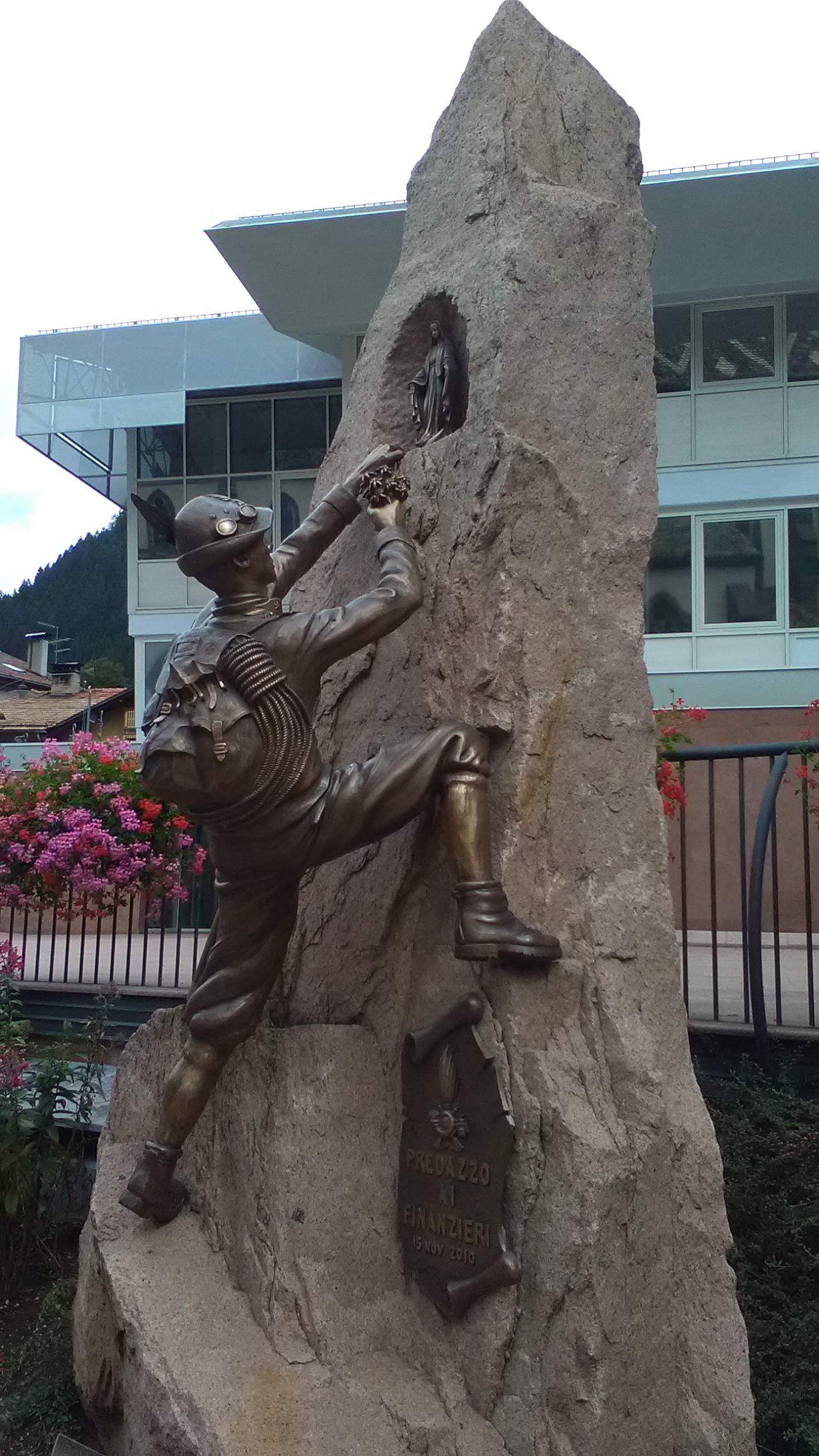
Monumento ai finanzieri di Predazzo

Nel 1920 il Regno d'Italia decise di fondare, su iniziativa del generale di corpo d'armata Giuseppe Ferrari, il "distaccamento sciatori di Predazzo", facente parte della Legione di Trento della Guardia di Finanza, che all'epoca prestava servizio principalmente sulle Alpi per attività di anticontrabbando, polizia militare e ricognizione dei cippi di confine.
La scuola venne insediata in una caserma iniziata dagli austriaci pochi anni prima per i Landesschützen dell'Impero asburgico e poi completata dal Regio Genio Militare, al termine della prima guerra mondiale.
Ricevuto il gagliardetto di guerra il 15 marzo 1921 ed iniziato il primo corso di addestramento sciistico a Passo Rolle, l'anno successivo venne ufficialmente istituita la Scuola Alpina della Regia Guardia di Finanza.
Tra il 8 e il 9 settembre 1943 fu occupata da unità delle SS e gli allievi ancora presenti furono internati in Germania. In seguito la SS istituì negli edifici una scuola di alpinismo, la SS-Gebirgs-Kampfschule Predazzo sotto la guida del SS-Sturmbannführer e criminale di guerra Alois Schintlholzer. Nella caserma furono inoltre dislocati alcuni battaglioni della Divisione corazzata paracadutisti "Hermann Göhring" che parteciparono a rastrellamenti antipartigiani come nella strage della valle del Biois nell'agosto 1944.
Il 30 marzo 1965 fu istituito il Servizio di Soccorso Alpino della Guardia di Finanza (SAGF), il quale collabora con Corpo Nazionale del Soccorso Alpino e Speleologico del Club Alpino Italiano.
Nel 2001, con le nuove disposizioni, poterono arruolarsi le prime donne, che seguirono la carriera militare oppure scelsero l'attività sportiva. Nel 2006 il gruppo sciatori "Fiamme Gialle", pur mantenendo di stanza a Predazzo, è stato riorganizzato nel "Gruppo Sportivo del Corpo", con sede a Castelporziano.
La sede della caserma è dedicata alla memoria di Giovanni Macchi.

## Attività
La scuola alpina svolge attività di formazione, specializzazione ed aggiornamento dei finanzieri in materia di soccorso alpino (Tecnico di Soccorso Alpino, Conduttore di Cane da soccorso e tecnico di Elisoccorso) ed addestramento alpestre (istruttore di soccorso alpino, istruttore di alpinismo, istruttore di sci, alpiere e sciatore).
Queste attività si svolgono soprattutto nella sede di Passo Rolle. La Scuola Alpina forma anche gli allievi finanzieri del contingente ordinario, vincitori di concorso pubblico, i quali dopo 10 mesi (per il dodicesimo corso anno 2012 Allievi Finanzieri i mesi furono 13) di addestramento teorico-pratico vengono inviati a svolgere servizio nei reparti del Corpo dislocati nell'intero territorio nazionale.

## Gruppo sciatori delle Fiamme Gialle
Il gruppo di Predazzo venne fondato nel 1925 dal tenente Ottavio Berard; il primo allievo a partecipare alle olimpiadi invernali fu il saltatore Luciano Zampatti (Sankt-Moritz 1928), mentre i primi titoli italiani assoluti conquistati furono quelli del 1930 da Francesco De Zulian (18 km di sci di fondo) e da Ernesto Zardini (salto con gli sci). Nel 1964 fece molta notizia il brigadiere Nilo Zandanel, che riuscì a battere il record del mondo di salto con gli sci.
I componenti del nucleo sciatori di Predazzo sono riusciti a conquistare importanti risultati sportivi a livello internazionale e olimpico, grazie alle prestazioni del brigadiere Franco Nones nello sci di fondo negli anni 1960 e del brigadiere Gustav Thöni e dell'appuntato Piero Gros (componenti della cosiddetta valanga azzurra) negli anni 1970. Successivamente, l'appuntato scelto Kristian Ghedina è stato leader italiano della discesa libera per oltre 15 anni, mentre il finanziere Roberto Cecon nel salto con gli sci. Negli anni 1990 e 2000 si ricordano il maresciallo Giorgio Vanzetta e l'appuntato Cristian Zorzi nello sci di fondo e tra i biathleti l'appuntato René Cattarinussi e il finanziere Gottlieb Taschler.
Nel 2001 l'arruolamento nelle Forze armate italiane è stato aperto anche alle donne, cosicché anche il gruppo sciatori di Predazzo ha potuto conseguire da allora risultati sportivi di rilievo anche nel campo femminile, grazie ai risultati delle finanziere Isolde Kostner, Denise Karbon, Lucia Recchia, e Sofia Goggia nello sci alpino e a Dorothea Wierer nel biathlon.

## Museo storico della Scuola
Il 7 maggio 2013 è stato inaugurato all'interno della caserma il Museo storico della Scuola Alpina della Guardia di Finanza, sede staccata del Museo storico della Guardia di Finanza di Roma.
Nella collezione del museo, aperto al pubblico gratuitamente, sono esposti molti cimeli militari (tra cui uniformi, armi, fotografie d'epoca e documenti), bellici e anche sportivi (attrezzature ed equipaggiamenti) spesso donati da ex allievi e sportivi delle Fiamme Gialle) o dal museo centrale di Roma.
Il museo è organizzato in cinque aree tematiche:
1. I finanzieri, la montagna e la grande guerra
2. Nascita ed evoluzione della Scuola Alpina
3. La Scuola Alpina fra seconda guerra mondiale e ricostruzione
4. Il soccorso alpino e le Fiamme Gialle, l'attività agonistica e l'attività alpinistica
5. Proiezioni ed eventi temporanei